# Halálozások 2004-ben
Ez a szócikk a 2004-es évben elhunyt nevezetes személyeket sorolja fel.

## Ismeretlen hónap
| Dátum          | Név           | Foglalkozás / tisztség     | Kor | Forrás |
| -------------- | ------------- | -------------------------- | --- | ------ |
| Ismeretlen nap | Szaitó Szaizó | válogatott japán labdarúgó | 096 | –      |

## December
| Dátum              | Név                       | Foglalkozás / tisztség                                                                  | Kor | Forrás |
| ------------------ | ------------------------- | --------------------------------------------------------------------------------------- | --- | ------ |
| december 30.       | Erőss Lajos               | nagyprépost                                                                             | 085 | –      |
| december 30.       | Artie Shaw                | amerikai dzsesszzenész, zenekarvezető, a szvingkorszak egyik legelismertebb klarinétosa | 094 |        |
| december 29.       | Julius Axelrod            | Nobel-díjas amerikai biokémikus, farmakológus                                           | 092 |        |
| december 28.       | Jerry Orbach              | amerikai színész, énekes                                                                | 069 |        |
| december 28.       | Susan Sontag              | amerikai író, filmrendező, LMBT-aktivista                                               | 071 |        |
| december 27.       | Bessenyei Ferenc          | színművész                                                                              | 085 |        |
| december 25.       | Kalmár András             | rendező                                                                                 | 075 |        |
| december 25.       | María Luisa Puga          | mexikói író                                                                             | 060 |        |
| december 25.       | Gennagyij Sztrekalov      | orosz űrhajós                                                                           | 064 |        |
| december 24.       | Marián István             | katonatiszt, az 1956-os forradalom résztvevője                                          | 080 |        |
| december 23.       | P. V. Narasimha Rao       | indiai politikus, miniszterelnök (1991–1996)                                            | 083 |        |
| december 21.       | Szabó Gyula               | romániai magyar író                                                                     | 074 |        |
| december 20.       | Gottesmann Ernő           | gyártásvezető, filmproducer                                                             | 097 | –      |
| december 19.       | Herbert Charles Brown     | Nobel-díjas angol származású amerikai kémikus                                           | 092 |        |
| december 19.       | Renata Tebaldi            | olasz opera-énekesnő (szoprán)                                                          | 082 |        |
| december 19.       | Zsolnai Hédi              | Liszt Ferenc-díjas táncdalénekesnő, színésznő                                           | 080 |        |
| december 16.       | Agnes Martin              | kanadai-amerikai festő                                                                  | 092 |        |
| december 16. előtt | Portörő Gábor             | labdarúgó, hátvéd, edző                                                                 | 071 |        |
| december 13.       | Zigány Edit               | betűtervező, tipográfus, tanár                                                          | 060 |        |
| december 12.       | Phaswane Mpe              | dél-afrikai író                                                                         | 034 |        |
| december 11.       | José Luis Cuciuffo        | világbajnok argentin labdarúgó                                                          | 043 |        |
| december 11.       | Seres János               | festőművész                                                                             | 084 | –      |
| december 8.        | Dimebag Darrell           | metalzenész, a Pantera és a Damageplan együttesek gitárosa                              | 038 |        |
| december 7.        | Pacita Abad               | Fülöp-szigeteki festő                                                                   | 058 |        |
| december 7.        | María Rosa Gallo          | argentin színésznő                                                                      | 078 |        |
| december 7.        | Székely József            | artistaművész                                                                           | 081 | –      |
| december 5.        | Manzanita                 | spanyol énekes, gitáros, dalszerző                                                      | 048 |        |
| december 5.        | Robert Dhéry              | francia színész, forgatókönyvíró, filmrendező                                           | 083 |        |
| december 3.        | Bér Rudolf                | festőművész                                                                             | 080 |        |
| december 3.        | June Maston               | olimpiai ezüstérmes (1948) ausztrál atléta, rövidtávfutó                                | 076 | –      |
| december 3.        | Maria Perschy             | osztrák színésznő                                                                       | 066 |        |
| december 2.        | Kevin Coyne               | angol zenész, énekes                                                                    | 060 |        |
| december 2.        | Kiss István               | romániai magyar biokémikus                                                              | 078 | –      |
| december 2.        | Alicia Markova            | angol balett-táncos és koreográfus                                                      | 094 | [ 2 ]  |
| december 2.        | Mona Van Duyn             | Nemzeti Könyvdíjas amerikai költő                                                       | 083 |        |
| december 1.        | Lippe–biesterfeldi Bernát | holland herceg                                                                          | 093 | –      |

## November
| Dátum        | Név                         | Foglalkozás / tisztség                                                  | Kor | Forrás |
| ------------ | --------------------------- | ----------------------------------------------------------------------- | --- | ------ |
| november 29. | John Drew Barrymore         | amerikai színész                                                        | 072 |        |
| november 28. | Bubik István                | színművész                                                              | 046 |        |
| november 27. | Glück Jenő                  | erdélyi magyar történész, helytörténész                                 | 077 |        |
| november 26. | Philippe de Broca           | francia filmrendező                                                     | 071 |        |
| november 26. | Szejtli József              | Széchenyi-díjas vegyészmérnök, a ciklodextrin kutatás hazai megindítója | 070 |        |
| november 25. | Sheila Cussons              | afrikaans nyelvű dél-afrikai költő                                      | 082 |        |
| november 24. | Arthur Hailey               | kanadai író                                                             | 084 |        |
| november 24. | Janet Kear                  | angol ornitológus                                                       | 071 |        |
| november 20. | Pócsik Dénes                | olimpiai bajnok vízilabdázó                                             | 064 |        |
| november 19. | Piet Esser                  | holland szobrász                                                        | 090 |        |
| november 19. | Filep László                | matematikatörténész, a Nyíregyházi Főiskola tanára                      | 062 |        |
| november 19. | Helmut Griem                | német színész                                                           | 072 |        |
| november 19. | John Robert Vane            | Nobel-díjas angol farmakológus                                          | 077 |        |
| november 17. | Mikael Ljungberg            | olimpiai bajnok (2000) svéd birkózó                                     | 034 |        |
| november 16. | Eiben Ottó                  | humánbiológus, antropológus, egyetemi tanár                             | 073 |        |
| november 13. | Ol’ Dirty Bastard           | hiphop énekes, a Wu-Tang Clan tagja                                     | 035 |        |
| november 12. | Lucia Berlin                | amerikai író                                                            | 068 |        |
| november 11. | Jasszer Arafat              | palesztin vezető                                                        | 075 |        |
| november 11. | Richard Dembo               | francia filmrendező, forgatókönyvíró, író                               | 056 |        |
| november 10. | Bárány Tamás                | író, költő                                                              | 082 |        |
| november 10. | Szádeczky-Kardoss Samu      | klasszika-filológus, egyetemi tanár                                     | 086 | –      |
| november 9.  | Stieg Larsson               | svéd író, újságíró, az Expo folyóirat szerkesztője                      | 050 |        |
| november 8.  | Vavrinecz Béla              | zeneszerző, karmester, zenei vezető                                     | 079 |        |
| november 8.  | Lennox Miller               | olimpiai ezüst- és bronzérmes jamaicai atléta                           | 058 |        |
| november 7.  | Howard Keel                 | amerikai színész és énekes                                              | 085 | –      |
| november 5.  | Donald Jones                | afroamerikai-holland táncos, énekes, színész                            | 072 |        |
| november 4.  | Bélai István                | hangmérnök, filmrendező, forgatókönyvíró                                | 073 | –      |
| november 2.  | Gerrie Knetemann            | holland kerékpárversenyző                                               | 053 | –      |
| november 2.  | Zájed bin Szultán Ál Nahján | az Egyesült Arab Emírségek első elnöke                                  | 086 | –      |

## Október
| Dátum       | Név                       | Foglalkozás / tisztség                                          | Kor | Forrás          |
| ----------- | ------------------------- | --------------------------------------------------------------- | --- | --------------- |
| október 30. | Fernando Chueca Goitia    | spanyol építész, építészettörténész                             | 093 |                 |
| október 29. | Aliz gloucesteri hercegné | a brit királyi család, a Windsor-ház tagja volt házassága révén | 102 |                 |
| október 28. | Reisenbüchler Sándor      | színművész                                                      | 036 |                 |
| október 23. | Faragó József             | néprajzkutató                                                   | 082 |                 |
| október 22. | Vizy György               | színész                                                         | 049 |                 |
| október 21. | Everett Rogers            | amerikai szociológus, író, tanár                                | 073 |                 |
| október 20. | Wendy Charles Acey        | televíziórendező                                                | 054 | [ 4 ]           |
| október 20. | Anthony Hecht             | amerikai költő                                                  | 081 |                 |
| október 20. | Peter Sabiston            | amerikai filmproducer                                           | 083 | [ 5 ]           |
| október 19. | Kenneth E. Iverson        | kanadai informatikus, az APL programozási nyelv megalkotója     | 083 | –               |
| október 19. | Elizabeth May McClintock  | amerikai botanikus                                              | 092 | –               |
| október 18. | Elizabeth Nicholls        | kanadai zoológus, paleontológus                                 | 058 | –               |
| október 17. | Árvai Ferenc              | szobrász- festőművész                                           | 069 | –               |
| október 16. | Pierre Salinger           | újságíró, politikus, az USA szenátora (1964)                    | 079 | [ halott link ] |
| október 14. | Loss Sándor               | jogszociológus, publicista                                      | 043 |                 |
| október 14. | Conrad Russell            | brit történész, politikus, Bertrand Russell filozófus fia       | 067 |                 |
| október 11. | Pálinkás Csaba            | kerékpárversenyző                                               | 045 |                 |
| október 10. | Christopher Reeve         | amerikai színész (Superman)                                     | 052 |                 |
| október 10. | Kovách Géza               | történész, néprajzkutató, közíró                                | 078 |                 |
| október 8.  | Irina Demick              | francia színésznő                                               | 067 |                 |
| október 8.  | Jacques Derrida           | francia posztmodern filozófus                                   | 074 |                 |
| október 8.  | Babóthy Ferenc            | magyar gazdálkodó, politikus, országgyűlési képviselő           | 088 |                 |
| október 7.  | Macubara Miki             | japán énekes, dalszerző                                         | 044 | –               |
| október 6.  | Veríssimo Correia Seabra  | bissau-guineai katona, politikus, elnök-diktátor (2003)         | 057 | –               |
| október 6.  | Jenei Dezső               | gépészmérnök, szakíró, fordító, szótárszerkesztő                | 084 |                 |
| október 5.  | Rodney Dangerfield        | amerikai színész, humorista                                     | 081 | –               |
| október 5.  | Maurice Wilkins           | Nobel-díjas új-zélandi születésű brit fizikus, biofizikus       | 087 |                 |
| október 4.  | Gordon Cooper             | amerikai űrhajós                                                | 077 |                 |
| október 4.  | Michael Grant             | angol történész, numizmatikus                                   | 089 |                 |
| október 3.  | Janet Leigh               | amerikai színésznő (Psycho)                                     | 077 |                 |
| október 3.  | Matthäus Hetzenauer       | német őrvezető, mesterlövész                                    | 079 |                 |
| október 2.  | Wollek Tibor              | válogatott labdarúgó                                            | 056 |                 |
| október 1.  | Richard Avedon            | amerikai divat- és portréfotós                                  | 081 | –               |

## Szeptember
| Dátum          | Név                             | Foglalkozás / tisztség                                                                        | Kor | Forrás          |
| -------------- | ------------------------------- | --------------------------------------------------------------------------------------------- | --- | --------------- |
| szeptember 29. | FannyAnn Eddy                   | Sierra-Leone-i LMBT-jogi aktivista                                                            | 030 |                 |
| szeptember 29. | Richard Sainct                  | francia motorversenyző, háromszoros Dakar-győztes                                             | 034 |                 |
| szeptember 28. | Christl Cranz                   | olimpiai bajnok (1936) és többszörös világbajnok alpesisíző                                   | 090 |                 |
| szeptember 28. | Werner Goldberg                 | félig zsidó német katona, aki származása ellenére egy ideig a Wehrmachtban is szolgálhatott   | 084 | –               |
| szeptember 28. | Ruha István                     | hegedűművész, kamarazenész                                                                    | 073 |                 |
| szeptember 26. | Kabos László                    | színész                                                                                       | 081 |                 |
| szeptember 25. | Dunai Imre                      | gazdaságpolitikus                                                                             | 065 |                 |
| szeptember 24. | Françoise Sagan                 | francia író                                                                                   | 069 |                 |
| szeptember 23. | Boglár Lajos                    | magyar néprajzkutató, kulturális antropológus                                                 | 074 |                 |
| szeptember 23. | André Hazes                     | holland énekes                                                                                | 053 |                 |
| szeptember 19. | Bogsch Árpád                    | az ENSZ Szellemi Tulajdon Világszervezete (WIPO) magyar származású nyugalmazott főigazgatója  | 085 |                 |
| szeptember 19. | Ruth Deutsch Lechuga            | osztrák-mexikói orvos, antropológus, fotográfus                                               | 084 | –               |
| szeptember 18. | Russ Meyer                      | amerikai filmrendező, forgatókönyvíró, filmproducer                                           | 082 | [ 7 ]           |
| szeptember 16. | Dolly Rathebe                   | dél-afrikai színésznő, zenész, dzsessz-énekesnő                                               | 076 |                 |
| szeptember 15. | Paulás Tibor                    | labdarúgó (DVTK)                                                                              | 072 | [ halott link ] |
| szeptember 15. | Johnny Ramone                   | amerikai gitáros (Ramones)                                                                    | 055 | –               |
| szeptember 15. | Széchy Tamás                    | úszóedző                                                                                      | 073 |                 |
| szeptember 15. | Daouda Malam Wanké              | nigeri politikus, köztársasági elnök (1999)                                                   | 058 | –               |
| szeptember 14. | Ove Sprogøe                     | dán színész (Olsen-banda)                                                                     | 084 |                 |
| szeptember 11. | Meleghegyi Csaba                | sakkozó, levelezési sakkozó, újságíró                                                         | 062 |                 |
| szeptember 8.  | Manuel María Fernández Teixeiro | spanyol-galiciai költő                                                                        | 074 |                 |
| szeptember 8.  | Wolsky Sándor                   | magyar származású amerikai biológus, zoológus, genetikus, evolúciókutató, az MTA rendes tagja | 102 |                 |
| szeptember 7.  | Beyers Naudé                    | dél-afrikai teológus és apartheid-ellenes aktivista                                           | 089 |                 |
| szeptember 6.  | Szerencsi Éva                   | színművésznő                                                                                  | 052 |                 |
| szeptember 2.  | Joan Oró                        | katalán biokémikus                                                                            | 080 |                 |

## Augusztus
| Dátum         | Név                        | Foglalkozás / tisztség                                     | Kor | Forrás          |
| ------------- | -------------------------- | ---------------------------------------------------------- | --- | --------------- |
| augusztus 30. | Fred Lawrence Whipple      | amerikai csillagász                                        | 097 |                 |
| augusztus 29. | Vladimir Velebit           | horvát jogász, jugoszláv diplomata                         | 097 | –               |
| augusztus 27. | Majláth Mária              | színésznő                                                  | 087 | –               |
| augusztus 26. | Laura Branigan             | amerikai énekesnő                                          | 052 |                 |
| augusztus 22. | Lindner László             | sakkfeladványszerző, szakíró, sportvezető                  | 087 |                 |
| augusztus 21. | Böszörményi Géza           | filmrendező, forgatókönyvíró                               | 080 |                 |
| augusztus 18. | Elmer Bernstein            | amerikai filmzeneszerző                                    | 082 |                 |
| augusztus 18. | Lukin László               | tanár, karnagy, zenei műfordító                            | 078 | [ halott link ] |
| augusztus 18. | Helen Niña Tappan Loeblich | amerikai geológus, paleontológus                           | 086 |                 |
| augusztus 16. | Acquanetta                 | amerikai színésznő                                         | 083 | [ 8 ]           |
| augusztus 15. | Sune Bergström             | Nobel-díjas svéd biokémikus                                | 088 | –               |
| augusztus 14. | Czesław Miłosz             | Nobel-díjas lengyel költő                                  | 093 |                 |
| augusztus 13. | Julia Child                | amerikai szakács, író, televíziós személyiség              | 091 | –               |
| augusztus 12. | Godfrey Hounsfield         | Nobel-díjas angol villamosmérnök                           | 084 | –               |
| augusztus 9.  | Nehéz-Posony István        | ügyvéd, publicista                                         | 057 |                 |
| augusztus 8.  | Fay Wray                   | amerikai színésznő (King Kong)                             | 096 | [ 9 ]           |
| augusztus 7.  | Ismael Rodríguez           | mexikói rendező, forgatókönyvíró, producer                 | 086 |                 |
| augusztus 6.  | Rick James                 | amerikai énekes, dalszerző, zenész                         | 056 |                 |
| augusztus 6.  | Donald Justice             | amerikai költő                                             | 078 |                 |
| augusztus 4.  | Taby Márta                 | színésznő                                                  | 079 | –               |
| augusztus 3.  | Henri Cartier-Bresson      | fotóművész                                                 | 095 |                 |
| augusztus 2.  | Berényi Ferenc             | festőművész                                                | 077 |                 |
| augusztus 2.  | Heinrich Mark              | észt politikus, az emigráns észt kormány elnöke            | 092 | –               |
| augusztus 2.  | Arturo Tolentino           | Fülöp-szigeteki politikus, külügyminiszter, alelnök (1986) | 093 | –               |
| augusztus 1.  | Philip Abelson             | amerikai fizikus, sci-fi-író                               | 091 |                 |
| augusztus 1.  | Botár Zoltán               | sportorvos, a magyar labdarúgó-válogatott orvosa           | 078 |                 |
| augusztus 1.  | Madeleine Robinson         | francia színésznő                                          | 086 |                 |

## Július
| Dátum      | Név                              | Foglalkozás / tisztség                                             | Kor | Forrás |
| ---------- | -------------------------------- | ------------------------------------------------------------------ | --- | ------ |
| július 31. | Laura Betti                      | olasz színésznő, énekesnő                                          | 077 |        |
| július 31. | Virginia Grey                    | amerikai színésznő                                                 | 087 | [ 10 ] |
| július 30. | Ellen Auerbach                   | német-amerikai fotográfus                                          | 098 |        |
| július 29. | Erki Edit                        | szerkesztő, újságíró, rádiós                                       | 071 |        |
| július 28. | Francis Crick                    | Nobel-díjas angol molekuláris biológus, biofizikus, neurobiológus  | 088 |        |
| július 27. | Bob Tisdall                      | olimpiai bajnok (1932) ír atléta, gátfutó                          | 097 |        |
| július 24. | Harmatta János                   | Széchenyi-díjas klasszika-filológus, nyelvész, az MTA rendes tagja | 086 |        |
| július 24. | Wim Verstappen                   | holland forgatókönyvíró, filmrendező (Zsarubőrben), producer       | 067 |        |
| július 23. | Serge Reggiani                   | olasz származású francia színész, énekes                           | 082 |        |
| július 22. | Elie Abel                        | kanadai riporter                                                   | 083 | [ 4 ]  |
| július 22. | Sacha Distel                     | francia sanzonénekes, színész, jazzgitáros                         | 071 | [ 11 ] |
| július 22. | Illinois Jacquet                 | amerikai tenorszaxofonos                                           | 081 | [ 12 ] |
| július 22. | Joan Morgan                      | brit színésznő                                                     | 099 | [ 13 ] |
| július 21. | Jerry Goldsmith                  | Oscar-díjas amerikai filmzeneszerző, karmester                     | 075 |        |
| július 21. | Edward B. Lewis                  | Nobel-díjas amerikai genetikus                                     | 086 | –      |
| július 19. | Fonyó József                     | Jászai Mari- és Aase-díjas színész                                 | 070 | –      |
| július 19. | Szuzuki Zenkó                    | japán politikus, miniszterelnök (1980–1982)                        | 093 |        |
| július 18. | Richard Ney                      | amerikai színész                                                   | 087 | [ 14 ] |
| július 17. | Pat Roach                        | angol színész (Indiana Jones-filmek), pankrátor                    | 067 |        |
| július 14. | Tadeusz Sołtyk                   | lengyel mérnök, repülőgép-tervező                                  | 095 |        |
| július 13. | Carlos Kleiber                   | német származású osztrák karmester                                 | 074 | –      |
| július 11. | Dorothy Hart                     | amerikai színésznő                                                 | 082 | [ 15 ] |
| július 11. | Haije Kramer                     | holland sakkozó                                                    | 086 | –      |
| július 11. | Renée Saint-Cyr                  | francia színésznő                                                  | 099 |        |
| július 10. | Maria de Lourdes Pintasilgo      | portugál vegyészmérnök és politikus, miniszterelnök (1979–1980)    | 074 |        |
| július 10. | Inge Meysel                      | német színésznő                                                    | 094 |        |
| július 9.  | Carlo Di Palma                   | olasz filmoperatőr                                                 | 079 |        |
| július 9.  | Jean Lefebvre                    | francia színész                                                    | 084 | –      |
| július 6.  | Thomas Klestil                   | osztrák szövetségi elnök, államfő                                  | 072 |        |
| július 6.  | Tóvári Tóth István               | festőművész                                                        | 095 |        |
| július 6.  | Syreeta Wright                   | amerikai énekesnő és dalszerző                                     | 057 | [ 16 ] |
| július 5.  | Rodger Ward                      | amerikai autóversenyző                                             | 083 |        |
| július 4.  | Nino Manfredi                    | olasz filmszínész                                                  | 083 | [ 17 ] |
| július 3.  | Andrijan Nyikolajev              | szovjet űrhajós                                                    | 074 | –      |
| július 2.  | Sophia de Mello Breyner Andresen | portugál költő                                                     | 084 |        |
| július 1.  | Marlon Brando                    | Oscar-díjas amerikai színész                                       | 080 |        |

## Június
| Dátum      | Név                                 | Foglalkozás / tisztség                                          | Kor | Forrás |
| ---------- | ----------------------------------- | --------------------------------------------------------------- | --- | ------ |
| június 28. | Horvai István                       | kétszeres Kossuth-díjas rendező                                 | 082 |        |
| június 28. | Marcel Jullian                      | francia forgatókönyvíró (Az ügyefogyott), filmrendező, producer | 082 |        |
| június 27. | Jean Graczyk                        | francia kerékpárversenyző                                       | 071 |        |
| június 27. | Fred Ramdat Misier                  | suriname-i politikus, köztársasági elnök (1982–1988)            | 077 | –      |
| június 20. | Marton Katalin                      | színésznő                                                       | 048 |        |
| június 19. | Alfredo Torero Fernández de Córdova | perui antropológus és nyelvész                                  | 073 | –      |
| június 17. | Sara Lidman                         | svéd író                                                        | 080 |        |
| június 16. | Nadine Isaacs                       | jamaicai építész                                                | 062 | –      |
| június 16. | Thanom Kittikacsorn                 | thaiföldi katonatiszt, politikus, miniszterelnök (1963–1973)    | 092 |        |
| június 10. | Vékony Gábor                        | magyar régész                                                   | 059 |        |
| június 10. | Ray Charles                         | amerikai soulénekes                                             | 074 |        |
| június 8.  | Per Carleson                        | olimpiai és világbajnoki ezüstérmes svéd párbajtőrvívó          | 086 |        |
| június 6.  | Charles-Marie Ternes                | luxemburgi történész, régész                                    | 065 |        |
| június 5.  | Iona Brown                          | brit hegedűművész és karmester                                  | 063 |        |
| június 5.  | Ronald Reagan                       | az Amerikai Egyesült Államok volt elnöke                        | 093 |        |
| június 4.  | Nino Manfredi                       | olasz színész, filmrendező                                      | 083 |        |
| június 3.  | Quorthon                            | svéd zenész, a Bathory együttes alapítója                       | 038 |        |

## Május
| Dátum     | Név                     | Foglalkozás / tisztség                                                                                        | Kor | Forrás |
| --------- | ----------------------- | --- | --- | ------ |
| május 27. | Umberto Agnelli         | a FIAT elnöke                                                                                                 | 069 |        |
| május 27. | Patience Cleveland      | amerikai színésznő                                                                                            | 073 |        |
| május 27. | Ronald Smith            | brit zongoraművész, zeneszerző                                                                                | 082 | –      |
| május 26. | Nyikolaj Csernih        | orosz származású szovjet, majd ukrán csillagász, a Krími Asztrofizikai Obszervatórium tudományos főmunkatársa | 072 |        |
| május 25. | Ethel Portnoy           | holland író                                                                                                   | 077 |        |
| május 21. | Jean-Pierre Blanc       | francia filmrendező                                                                                           | 062 |        |
| május 21. | Javier Sologuren        | perui költő, író                                                                                              | 082 |        |
| május 20. | Sophie Charlotte Ducker | német-ausztrál botanikus                                                                                      | 095 | –      |
| május 19. | Mary Dresselhuys        | holland színésznő                                                                                             | 097 |        |
| május 19. | Carl Raddatz            | német színész                                                                                                 | 092 |        |
| május 17. | Tony Randall            | amerikai színész (A komédia királya)                                                                          | 084 |        |
| május 16. | Rökk Marika             | színésznő, táncosnő, énekesnő                                                                                 | 091 |        |
| május 15. | Gloria Anzaldúa         | amerikai feminista és LMBT-aktivista, teoretikus                                                              | 061 |        |
| május 15. | Mihasi Tacuja           | japán színész (Mi újság, Tiger Lily?)                                                                         | 080 |        |
| május 14. | Jesús Gil               | spanyol politikus és üzletember                                                                               | 071 | –      |
| május 14. | Anna Lee                | brit-amerikai színésznő                                                                                       | 091 | [ 19 ] |
| május 13. | Serafina Quinteras      | perui költő, dalszerző, újságíró                                                                              | 101 |        |
| május 9.  | Brenda Fassie           | dél-afrikai énekesnő                                                                                          | 039 | –      |
| május 9.  | Ahmad Kadirov           | csecsen elnök Groznijban a Győzelem Napja ünneplése során robbantásos merénylet áldozata lett                 | 052 |        |
| május 9.  | Alan King               | amerikai színész, humorista                                                                                   | 076 |        |
| május 9.  | Sebő Ödön               | katonatiszt, emlékiratíró                                                                                     | 084 |        |
| május 6.  | Virginia Capers         | amerikai színésznő                                                                                            | 078 |        |
| május 5.  | Thea Beckman            | holland gyermekkönyvíró                                                                                       | 080 |        |
| május 3.  | Ken Downing             | brit autóversenyző                                                                                            | 086 | –      |
| május 1.  | Karácson László         | öttusázó, párbajtőrvívó, edző                                                                                 | 085 |        |

## Április
| Dátum       | Név                     | Foglalkozás / tisztség                                                        | Kor | Forrás |
| ----------- | ----------------------- | ----------------------------------------------------------------------------- | --- | ------ |
| április 29. | Nick Joaquin            | Fülöp-szigeteki angol nyelvű író                                              | 086 |        |
| április 26. | La Paquera de Jerez     | spanyol-cigány flamencoénekes                                                 | 069 |        |
| április 26. | Hubert Selby            | amerikai író                                                                  | 075 | –      |
| április 25. | Melles Károly           | magyar származású osztrák karmester                                           | 077 |        |
| április 24. | José Giovanni           | francia író, filmrendező                                                      | 080 |        |
| április 24. | Estée Lauder            | amerikai üzletasszony                                                         | 095 |        |
| április 22. | Bori Imre               | Széchenyi-díjas író, irodalomtörténész, egyetemi tanár, kritikus, szerkesztő  | 074 |        |
| április 22. | Sunčana Škrinjarić      | horvát gyermekkönyvíró                                                        | 072 | [ 20 ] |
| április 19. | Volodimir Kaplicsnij    | Európa-bajnoki-ezüstérmes, olimpiai bronzérmes (1972) szovjet-ukrán labdarúgó | 060 | –      |
| április 19. | Ronnie Simpson          | válogatott skót labdarúgó, olimpikon, edző                                    | 073 | –      |
| április 18. | Frances Rafferty        | amerikai színésznő, pin-up girl                                               | 081 | [ 21 ] |
| április 11. | Zalai László            | hollandiai magyar labdarúgó, edző                                             | 075 | –      |
| április 9.  | Julius Sang             | olimpiai bajnok (1972) kenyai atléta, futó                                    | 057 |        |
| április 8.  | Zórád Ernő              | grafikus, festő, képregény-rajzoló                                            | 093 |        |
| április 8.  | Bényi László            | festőművész, művészeti szakíró                                                | 095 |        |
| április 6.  | Hoffer József           | labdarúgó, szövetségi kapitány, újságíró                                      | 082 |        |
| április 6.  | José Antonio de la Loma | katalán forgatókönyvíró, filmrendező                                          | 080 |        |
| április 5.  | Henry Sherwood Lawrence | amerikai orvos, kutató, immunológus                                           | 087 |        |
| április 4.  | Albéric Schotte         | belga kerékpárversenyző                                                       | 084 |        |
| április 3.  | József Etelka           | József Attila költő nővére                                                    | 101 |        |
| április 2.  | Lynne Karen Deutsch     | amerikai asztrofizikus                                                        | 047 |        |
| április 2.  | Isépy Tamás             | politikus (KDNP), országgyűlési képviselő                                     | 080 |        |
| április 1.  | Reisenbüchler Sándor    | Kossuth- és Balázs Béla-díjas animációs filmrendező                           | 069 |        |
| április 1.  | Jacques Seiler          | francia színész                                                               | 076 |        |
| április 1.  | Carrie Snodgress        | Golden Globe-díjas amerikai színésznő                                         | 058 | [ 22 ] |

## Március
| Dátum       | Név                           | Foglalkozás / tisztség                                                          | Kor | Forrás |
| ----------- | ----------------------------- | ------------------------------------------------------------------------------- | --- | ------ |
| március 30. | Toma András                   | az utolsó magyar hadifogoly                                                     | 079 |        |
| március 29. | Simone Renant                 | francia színésznő                                                               | 093 |        |
| március 28. | Peter Ustinov                 | angol filmszínész                                                               | 082 |        |
| március 28. | Albert Brülls                 | világbajnoki ezüstérmes nyugatnémet válogatott német labdarúgó, edző            | 067 |        |
| március 27. | Miriam Lichtheim              | amerikai-izraeli egyiptológus                                                   | 089 | –      |
| március 27. | Robert Merle                  | francia író                                                                     | 095 |        |
| március 26. | Kamo Takesi                   | japán válogatott labdarúgó                                                      | 089 | –      |
| március 26. | Jan Sterling                  | amerikai színésznő                                                              | 082 | [ 23 ] |
| március 22. | Ahmed Jászín                  | sejk, Hamasz vezető                                                             | 067 |        |
| március 22. | Janet Akyüz Mattei            | török-amerikai csillagász                                                       | 061 |        |
| március 20. | Julianna                      | holland királynő                                                                | 095 |        |
| március 15. | Philippe Lemaire              | francia színész                                                                 | 077 |        |
| március 15. | John Pople                    | Nobel-díjas brit kémikus                                                        | 078 |        |
| március 13. | Franz König                   | bécsi bíboros érsek                                                             | 098 |        |
| március 9.  | Pádua Ildikó                  | színművész                                                                      | 082 |        |
| március 9.  | Albert Mol                    | holland színész, táncos és író                                                  | 087 |        |
| március 8.  | Robert Pastorelli             | olasz származású amerikai színész (Beverly Hills-i zsaru 2., Végképp eltörölni) | 049 |        |
| március 7.  | Paul Winfield                 | amerikai színész (Ártatlanságra ítélve)                                         | 064 | [ 24 ] |
| március 5.  | Carlos Julio Arosemena Monroy | ecuadori politikus, az ország elnöke (1961–1963)                                | 084 | –      |
| március 5.  | Tokita Maszanori              | japán válogatott labdarúgó                                                      | 078 | –      |
| március 4.  | Fernando Lázaro Carreter      | spanyol újságíró, nyelvész, irodalomkritikus                                    | 080 |        |
| március 2.  | Mercedes McCambridge          | amerikai színésznő                                                              | 087 |        |
| március 1.  | Augusto da Costa              | brazil labdarúgó                                                                | 083 | –      |

## Február
| Dátum       | Név                 | Foglalkozás / tisztség                                     | Kor | Forrás |
| ----------- | ------------------- | ---------------------------------------------------------- | --- | ------ |
| február 28. | Carmen Laforet      | spanyol író                                                | 082 |        |
| február 26. | Borisz Trajkovszki  | macedón politikus, elnök                                   | 047 |        |
| február 23. | Carl Anderson       | amerikai énekes (Jézus Krisztus szupersztár)               | 058 |        |
| február 22. | Roque Máspoli       | világbajnok uruguayi labdarúgó, kapus, edző                | 086 |        |
| február 21. | Kollár Lajos        | építőmérnök, az MTA tagja                                  | 078 |        |
| február 21. | Svava Jakobsdóttir  | izlandi író és feminista politikai aktivista               | 073 |        |
| február 18. | Jean Rouch          | francia antropológus                                       | 086 |        |
| február 17. | José López Portillo | mexikói jogász, politikus, elnök (1976–1982)               | 083 |        |
| február 15. | Luigi Taramazzo     | olasz autóversenyző                                        | 071 |        |
| február 14. | Marco Pantani       | olasz profi kerékpárversenyző                              | 034 |        |
| február 14. | Kozma Pál           | magyar kertészmérnök, szőlőnemesítő                        | 083 |        |
| február 11. | Ryszard Kukliński   | lengyel katonatiszt ezredes                                | 074 |        |
| február 11. | Jozef Lenárt        | csehszlovák-szlovák politikus, miniszterelnök (1962–1968)  | 080 |        |
| február 11. | Shirley Strickland  | olimpiai bajnok 1952 és 1956 ausztrál atléta, rövidtávfutó | 078 |        |
| február 9.  | Julio Baylón        | válogatott perui labdarúgó                                 | 056 |        |
| február 6.  | Humphry Osmond      | brit pszichiáter                                           | 086 |        |
| február 5.  | Henrique Abranches  | angolai költő és antropológus                              | 073 | —      |
| február 4.  | Hilda Hilst         | brazil költő, író, drámaíró                                | 073 |        |
| február 3.  | Jason Raize         | amerikai színész, énekes                                   | 028 |        |

## Január
| Dátum      | Név                                | Foglalkozás / tisztség                                                                         | Kor | Forrás |
| ---------- | ---------------------------------- | ---------------------------------------------------------------------------------------------- | --- | ------ |
| január 31. | Kovács József                      | gépésztechnikus, politikus, a Demokrata Néppárt országgyűlési képviselője                      | 081 | –      |
| január 29. | O. W. Fischer                      | osztrák színész                                                                                | 088 |        |
| január 29. | Guusje Nederhorst                  | holland színésznő, énekesnő                                                                    | 034 |        |
| január 28. | Joe Viterelli                      | amerikai színész                                                                               | 066 |        |
| január 27. | Salvador Laurel                    | Fülöp-szigeteki jogász, politikus, külügyminiszter, alelnök (1986–1992), miniszterelnök (1986) | 075 |        |
| január 25. | Fanny Blankers-Koen                | olimpiai bajnok (1948) holland atléta, rövidtávfutó, gátfutó                                   | 085 | –      |
| január 25. | Fehér Miklós                       | magyar labdarúgó                                                                               | 025 |        |
| január 25. | Karai János                        | magyar gépészmérnök, egyetemi tanár                                                            | 075 | –      |
| január 24. | Kristó Gyula                       | magyar történész, akadémikus                                                                   | 065 |        |
| január 24. | Leônidas da Silva                  | afrikai származású brazil labdarúgó, edző, kommentátor                                         | 090 | –      |
| január 23. | Helmut Newton                      | német fotóművész                                                                               | 083 | [ 25 ] |
| január 22. | Ticky Holgado                      | francia színész                                                                                | 059 |        |
| január 22. | Ann Miller                         | amerikai színésznő és táncosnő (Mulholland Drive – A sötétség útja)                            | 080 |        |
| január 20. | Alan Brown                         | brit autóversenyző                                                                             | 084 |        |
| január 16. | Terje Bakken – (Valfar)            | norvég black metal zenész, énekes (Windir)                                                     | 025 |        |
| január 14. | Uta Hagen                          | német származású amerikai színésznő                                                            | 084 |        |
| január 13. | Arne Næss                          | norvég hegymászó                                                                               | 066 |        |
| január 12. | Olga Alekszandrovna Ladizsenszkaja | szovjet-orosz matematikus                                                                      | 081 |        |
| január 9.  | Norberto Bobbio                    | olasz jogfilozófus, politológus, eszmetörténész                                                | 094 |        |
| január 9.  | Harriet Creighton                  | amerikai botanikus, genetikus                                                                  | 094 |        |
| január 7.  | Tardos Tibor                       | magyar író                                                                                     | 085 |        |
| január 7.  | Ingrid Thulin                      | svéd színésznő                                                                                 | 077 |        |
| január 7.  | Mario Zatelli                      | algériai születésű, francia válogatott labdarúgó, edző                                         | 091 |        |
| január 1.  | Sophie Daumier                     | francia színésznő                                                                              | 069 |        |